# Saskia Frank
Saskia Frank (* 20. April 1987 in Singen) ist eine deutsche Politikerin (Bündnis 90/Die Grünen). Seit September 2024 ist sie Mitglied des Landtags von Baden-Württemberg.

## Leben
Frank legte das Abitur am Friedrich-Wöhler-Gymnasium Singen ab. Sie studierte ab 2012 Agrarwissenschaften an der Universität Hohenheim und schloss das Studium 2018 mit dem Master of Science ab. Von 2017 bis zu ihrem Einzug in den Landtag 2024 war sie als freiberufliche Dozentin für Sprachförderung an der Volkshochschule in Singen tätig. Frank absolviert Stand 2024 ein Zweitstudium in Psychologie.
Frank ist verheiratet und lebt in Rielasingen-Worblingen.

## Politisches Engagement
Frank ist seit 2018 Mitglied bei Bündnis 90/Die Grünen und seit 2020 Mitglied des Kreisvorstandes. Ab 2019 war sie Mitglied des Gemeinderats von Rielasingen-Worblingen und Mitglied im Kreistag des Landkreises Konstanz. Im Juni 2024 wurde sie in beide Gremien wiedergewählt. Im Kreistag war sie zeitweise Fraktionsvorsitzende der Grünen-Fraktion.
Bei der Landtagswahl in Baden-Württemberg 2021 kandidierte Frank als Ersatzkandidatin von Dorothea Wehinger im Landtagswahlkreis Singen. Sie rückte am 1. September 2024 für Wehinger nach deren Mandatsverzicht in den Landtag nach.